# 260
Het jaar 260 is het 60e jaar in de 3e eeuw volgens de christelijke jaartelling.

## Gebeurtenissen

### Italië
- Gallienus wordt door de Senaat erkend als medekeizer van het Romeinse Keizerrijk. Hij reorganiseert het Romeinse leger en vestigt zijn hoofdkwartier in Mediolanum. Een cavaleriekorps wordt naar Noord-Italië gestuurd om de Rijngrens (limes) te beschermen tegen invallen van de Alemannen.
- Gallienus kondigt een tolerantiebesluit af voor de christenen. Er volgt een periode van vrijwel algehele tolerantie voor het christendom. De Kerk zal in een tijdsvak van 40 jaar uitgroeien tot een machtsfactor van belang.

### Europa
- Postumus, Romeins usurpator en mogelijk van Bataafse afkomst, sticht het Gallische Keizerrijk (Imperium Galliarum). Het gebied omvat de Gallische provincies, de Lage Landen, Brittannië en Hispania. De Rijngrens, in de omgeving van Vetera, wordt versterkt tegen plunderende Franken.
- Postumus komt in conflict met kroonprins Saloninus en diens voogd Silvanus. Hij belegert Colonia Claudia Ara Agrippinensium (huidige Keulen) en laat na de inname van de stad beiden executeren.
- In Gallia Narbonensis (Provence) wordt de Romeinse handelsstad Glanum verwoest door de Alemannen. De inwoners slaan op de vlucht en stichten in het noorden Saint-Rémy-de-Provence.

### Midden-Oosten
- Keizer Valerianus I wordt bij Edessa door het Perzische leger verslagen en gevangengenomen. Hij wordt opgesloten in het paleis van Bishapur, volgens bronnen zou koning Shapur I hem gesmolten goud hebben laten drinken of levend als een dier hebben laten villen.
- Septimius Odaenathus, koning van Palmyra, voert als bondgenoot van Rome een veldtocht tegen Shapur I en herovert Mesopotamië. De Perzen moeten zich terugtrekken uit Cappadocië en Cilicië (huidige Turkije).
- De stad Caesarea in Cappadocië wordt door Shapur I grotendeels vernietigd.

## Overleden
- Publius Licinius Cornelius Saloninus (18), kroonprins en zoon van Gallienus
- Valerianus I (60), keizer van het Romeinse Keizerrijk